# Brothers in Arms: Earned in Blood
Brothers in Arms: Earned in Blood es un videojuego de disparos en primera persona desarrollado por Gearbox Software y distribuido por Ubisoft ambientado en la Segunda Guerra Mundial. Es el segundo juego de la saga Brothers in Arms. El juego tiene un toque más táctico que la mayoría de los shooters, ya que el jugador debe liderar a su escuadra, dándole órdenes. 
El jugador asume el rol del Sargento Joe "Red" Hartsock, perteneciente al tercer pelotón de la Compañía Fox, Tercer batallón, Regimiento 502 de la división 101.ª División Aerotransportada, Ejército de los Estados Unidos, quien varios días después del día D, relata sus vivencias en el campo de batalla al Coronel Marshall. Red era uno de los personajes principales del primer juego, donde aún era cabo y estaba al mando del sargento Matt Baker de la tercera escuadra. En las primeras misiones del juego, Hartsock comienza como Cabo, aunque luego de la toma de Carentan, es ascendido y toma el mando de la segunda escuadra.

## Personajes
Sargento Joe "Red" Hartsock: personaje principal del videojuego. Su apodo, "Red" se debe a su color de cabello. Jefe del equipo de Fuego de Matt Baker al comienzo, luego líder de la segunda escuadra. Al comienzo Red porta una carabina M1, luego encuentra un fusil automático Browning "BAR" en un planeador estrellado el día D. Tras ser herido en Baupte, cambia a un subfusil Thompson.
Coronel Marshall: historiador del ejército, reúne información de las acciones en el campo de batalla entrevistando a los soldados
Sargento Matt Baker: líder de la tercera escuadra, amigo de Red, era quien lo mandaba antes de que lo ascendieran. Porta un M1 Garand y un subfusil Thompson.
Sargento de pelotón "Mac" Hassay. Manda a todo el tercer pelotón, dará órdenes a Hartsock en algunas misiones. Lleva un Thompson.
Tte. Coronel Robert Cole: al mando del tercer batallón, fue un soldado real al que se le concedió la medalla de honor por su acción en normandia reconocida como "La carga de Cole". Esta acción aparece representada en Brothers In Arms: Road to Hill 30. Cole aparece en la primera misión. Lleva un subfusil Thompson.
Tte Coronel Cassidy: da órdenes en algunas misiones. Lleva un subfusil Thompson.
Sargento Doyle: pertenece a la 82 aerotransportada, pero tras el salto cae en el lugar equivocado y debe luchar junto a la 101. Salva la vida de Red cuando este estaba atrapado en un árbol y un alemán quería matarlo. Se hacen amigos, ambos eran cabos, luego los 2 ascienden a sargentos. Como cabo lleva una carabina M1 y como sargento un subfusil Thompson.

### Tercera escuadra
Soldado Allen (M1 Garand), soldado Garnett (M1 Garand), soldado Desola (subfusil Thompson), cabo Corrion (subfusil Thompson), soldado McCreary (carabina M1).

### Segunda escuadra
Cabo Paddock: lleva un M3 Grease Gun. Es el líder del equipo de asalto
Soldado Winchell "Friar" (Fraile): apodado así por un corte de pelo que llevó un tiempo. Pertenece al equipo de Asalto. Porta una carabina M1.
Soldado McConnel: pertenece al equipo de Asalto, lleva una carabina M1.
Cabo Campbell: líder del equipo de Fuego. Lleva un M1 Garand.
Soldado Marsh: pertenece al equipo de fuego. Tiene un poco más de experiencia que los demás ya que combatió al final de la campaña de África. Lleva un M1 Garand.
Soldado Paige: perteneciente al equipo de Fuego, es conocido por su carácter Fuerte. Lleva un subfusil Thompson.

## Sistema de órdenes
La principal característica del videojuego es su sistema de órdenes. El jugador posee 2 equipos de 2 o 3 hombres a los cuales debe mandar. Se puede ordenar a un equipo que vaya a una posición manteniendo pulsado el botón de órdenes y soltándolo en el lugar donde se quiera que vaya el equipo. Con el mismo procedimiento se puede decir a los soldados que concentren los disparos sobre un grupo enemigo si se le apunta a estos. También existe la orden de asalto, donde los soldados irán a la posición enemiga arrojando granadas para luchar cuerpo a cuerpo. Para ello se debe apuntar a los enemigos con el botón de órdenes y pulsar el botón de disparo. Esta orden es muy arriesgada.
La táctica del juego es el flanqueo, dejando a un grupo de hombres reduciendo al enemigo, mientras otro va por un costado y le elimina.

## Armas

### Aliadas
Pistolas: 
Colt M1911
Fusiles:
M1 Garand
Carabina M1
Ametralladoras ligeras:
Fusil automático Browning (Browning Automatic Rifle; BAR)
Subfusiles:
Thompson
M3 Grease Gun
Otras:
Granada Mk 2
Granada de humo
Explosivos
Vehículos
M4 Sherman
M10 Wolverine
M5 Stuart
Jeep

### Alemanas
Pistolas:
Walther P38
Fusiles
K98k
K98k de francotirador
Ametralladoras ligeras
MG42
FG42
Fusiles de asalto
STG 44
Subfusiles
MP40
Pesado:
Cañón Flak 88 mm (fijo, inutilizable)
Antitanque PaK 36 (fijo, inutilizable)
Lanzacohetes Panzerfaust
Otras:
Stielhandgranate
Granada de humo
Mortero
Vehículos:
Panzer IV
Sturmgeschütz III
SdKfz 250